# Мими Кодели
Мими Кодели (рођена 11. септембра 1964.) је била Министар одбране Албаније у Влади премијера Едија Раме. Она је прва жена која је обављала ту функцију у Албанији. Функцију је обављала до 11. септембра 2017.

## Биографија
Кодели је постала Министар одбране Албаније 15. септембра 2013, наследивши на функцију Арбена Имамија.
Рођена је у Тирани, 11. септембра 1964. Удата је за Леку Коделија, имају сина Микела.
Дипломирала је на економском факултету на Универзитету у Тирани 1986. године. 
Завршила је мастер из области јавне управе на Линколн универзитету у Небраски (САД) 2000. године. Докторат економских наука стекла је на Универзитету у Верони (Италија) 2007. године.
Ушла је у политику 2002. године, када је постављена за заменика градоначелника општине Тирана. Године 2005. изабрана је за управника Региона Тирана, а 2009. је на парламентарним изборима изабрана за потпредседника одбора за економију и финансије у законодавном телу.
Од 2007, она је члан руководства Социјалистичке партије. Студирала је у различитим областима као што су међународна тржишта, обвезнице и средства, тржиште рада и инвестиција, обуке за мала и средња предузећа и управљање банкама. Учествовала је у програму америчког Стејт департмена “Жене у политици”.
Говори течно енглески и италијански језик, и познаје француски и шпански.